# Marcelle Roy
Marcelle Roy, née le 6 avril 1935, est une poétesse québécoise. Elle vit à Montréal.

## Biographie
Marcelle Roy détient un baccalauréat en arts de l'Université Laval (1956).
Elle travaille à la revue Recherches amérindiennes au Québec en plus de collaborer aux revues Questions de culture, Arcade, Moebius, Liberté, Estuaire et L'Arbre à paroles.
En poésie, elle publie plusieurs titres, soit Traces (VLB Éditeur, 1982), L'Hydre à deux cœurs (Éditions du Noroît, 1986), La ville autour (Éditions du Noroît, 1995), Longitudes (Éditions du Noroît, 1998), Pattes d'oie (Éditions du Noroît, 2003) ainsi que Lumière aux aguets (Éditions du Noroît, 2008),,,,.
En 1983, Marcelle Roy est finaliste du Prix des jeunes écrivains du Journal de Montréal,.
Elle est membre de l'Union des écrivaines et des écrivains québécois.

## Œuvres

### Poésie
- Traces, Montréal, VLB Éditeur, 1982, 102 p. (ISBN 2890051498)
- L'Hydre à deux cœurs, avec sept dessins de l'auteure, Montréal, Éditions du Noroît, 1986, 92 p. (ISBN 2890181316)
- La ville autour, avec des oeuvres de Paul Lacroix, Montréal, Éditions du Noroît, Saussines, Cadex Éditions, 1995, 65 p. (ISBN 2-89018-317-3 et 2-905910-59-3)
- Longitudes, Montréal, Éditions du Noroît, 1998, 68 p. (ISBN 2-89018-413-7)
- Pattes d'oie, Montréal, Éditions du Noroît, 2003, 77 p. (ISBN 2-89018-518-4)
- Lumière aux aguets, Montréal, Éditions du Noroît, 2008, 75 p. (ISBN 978-2-89018-637-8)

## Prix et honneurs
- 1983 - Finaliste : Prix des jeunes écrivains du Journal de Montréal[7]